# Erigonoploides
Erigonoploides cardiratus és una espècie d'aranya araneomorfa de la subfamília Erigoninae, dins de la família Linyphiidae. És l'únic membre del gènere monotípic Erigonoploides.
Fou descrit per primera vegada per Kiril Ieskov l'any 1989,

## Distribució
Es pot trobar a la Rússia asiàtica.